# Михалєвці
45°22′ пн. ш. 17°40′ сх. д. / 45.37° пн. ш. 17.67° сх. д.
Михалєвці (хорв. Mihaljevci) — населений пункт у Хорватії, у Пожезько-Славонській жупанії у складі міста Пожега.

## Населення
Населення за даними перепису 2011 року становило 752 осіб.
Динаміка чисельності населення поселення:

## Клімат
Середня річна температура становить 11,09 °C, середня максимальна – 25,51 °C, а середня мінімальна – -5,94 °C. Середня річна кількість опадів – 822 мм.
| Клімат поселення                              | Клімат поселення | Клімат поселення | Клімат поселення | Клімат поселення | Клімат поселення | Клімат поселення | Клімат поселення | Клімат поселення | Клімат поселення | Клімат поселення | Клімат поселення | Клімат поселення | Клімат поселення |
| Показник                                      | Січ.             | Лют.             | Бер.             | Квіт.            | Трав.            | Черв.            | Лип.             | Серп.            | Вер.             | Жовт.            | Лист.            | Груд.            |                  |
| Середній максимум, °C                         | 5,96             | 8,18             | 12,71            | 17,23            | 22,40            | 25,51            | 25,16            | 24,46            | 20,48            | 15,31            | 9,62             | 5,52             |                  |
| Середня температура, °C                       | 0,02             | 2,24             | 6,77             | 11,28            | 16,44            | 19,56            | 21,20            | 20,50            | 16,52            | 11,36            | 5,66             | 1,58             |                  |
| Середній мінімум, °C                          | −5,94            | −3,71            | 0,82             | 5,34             | 10,51            | 13,63            | 17,24            | 16,53            | 12,54            | 7,38             | 1,70             | −2,39            |                  |
| Норма опадів, мм                              | 51               | 49               | 52               | 64               | 77               | 99               | 75               | 74               | 62               | 73               | 81               | 65               |                  |
| Середньомісячна швидкість вітру, м/с          | 1.88             | 2.12             | 2.42             | 2.37             | 2.11             | 1.97             | 1.90             | 1.76             | 1.73             | 1.78             | 1.87             | 1.92             |                  |
| Середньомісячна сонячна радіація, кДж/м²·день | 4301             | 7033             | 10860            | 15285            | 19255            | 21371            | 22133            | 20061            | 14903            | 9226             | 4855             | 3587             |                  |
| --------------------------------------------- | ---------------- | ---------------- | ---------------- | ---------------- | ---------------- | ---------------- | ---------------- | ---------------- | ---------------- | ---------------- | ---------------- | ---------------- | ---------------- |
| Джерело:                                      |                  |                  |                  |                  |                  |                  |                  |                  |                  |                  |                  |                  |                  |